# Jim Gottfridsson
Jim Gottfridsson (født 2. september 1992 i Ystad) er en svensk håndboldspiller, der spiller for den tyske Bundesligaklub SG Flensburg-Handewitt og Sveriges herrehåndboldlandshold.